# Voie du canal de Saint-Martory
La voie du canal de Saint-Martory, régulièrement abrégée en VCSM, est une route de l'agglomération toulousaine. Elle consiste principalement en une voie de transport en commun en site propre, bordée par des voies vertes et parfois de voies de circulation pour automobiles. Elle a été inaugurée le 6 janvier 2014.

## Historique
Le projet est envisagé depuis les années 1980 en tant que contournement routier du quartier de Saint-Simon. En effet, sa route traversante étroite parvient difficilement à accueillir les flux originaires des villes grandissantes de la banlieue toulousaine. Les terrains sont réservés.
Le projet prend de l'épaisseur dans les années 2000. Comme d'autres projets similaires comme la Liaison Multimodale Sud-Est, le projet est doublé d'une voie de bus en site propre dans le PDU 2001. Malgré une nature de boulevard urbain dans le projet mis à jour, l'emprise atteint jusqu'à 56 mètres,,. En 2008, on envisage une mise en service de la voie routière avant celle du TCSP. Après, le calendrier est modifié pour permettre la mise en service du TCSP avant celle de la voie routière, puis le projet de voie routière est repoussé à un horizon futur.
Les travaux du site propre bus démarrent en février 2012. En mars 2013,le premier tronçon est livré. L'intégralité du site propre bus de la phase 1 de la VSCM est mise en service le 6 janvier 2014. Des aménagements pour les modes doux sont présents le long du tracé. Un parc-relais d'une centaine de places est présent à Tucaut, à Cugnaux ,.

## Tracé
La voie commence au niveau du rond-point Basso-Cambo, à proximité de la station du même nom du métro de Toulouse. Elle reprend le tracé de la rue Roger-Camboulives puis la route de Saint-Simon.
Elle longe ensuite le canal de Saint-Martory après être passée à côté de la rocade Arc-en-Ciel où elle n'est qu'un TCSP longée d'une voie verte jusqu'à la route de Toulouse, où le TCSP est à nouveau côte à côte avec la circulation automobile. Elle termine au rond-point de l'avenue du Général-Bares à Cugnaux.
Elle longe également la base de loisirs de la Ramée, qui est desservie par plusieurs stations de la VCSM. La voie permet ainsi la desserte des quartiers toulousains Basso Cambo, Guilhermy et Saint-Simon, mais aussi du sud-est de Tournefeuille et du nord de Cugnaux.

### Stations et dessertes
La voie étant un TCSP sur toute sa longueur, des stations pour les bus y sont aménagées. En janvier 2023, les lignes 47 et 57 qui parcouraient entièrement la voie ont été remplacées par le BHNS Linéo 11.
Tous les feux tricolores de la voie sont configurés de manière à rendre les bus prioritaires.
| Station              | Lat/Long                    | Desservie par                          |
| -------------------- | --------------------------- | -------------------------------------- |
| Basso Cambo          | 43° 34′ 12″ N, 1° 23′ 32″ E | L4L11L14 1821254648495053588587117 388 |
| Mesplé               | 43° 34′ 13″ N, 1° 23′ 12″ E | L11 182125485358                       |
| Mounède              | 43° 34′ 19″ N, 1° 22′ 59″ E | L11 21254858                           |
| De Croutte           | 43° 34′ 07″ N, 1° 22′ 41″ E | L11 4858                               |
| Guilhermy            | 43° 34′ 05″ N, 1° 22′ 15″ E | L11 48                                 |
| La Ramée             | 43° 34′ 06″ N, 1° 21′ 56″ E | L11 48                                 |
| Grillou              | 43° 33′ 48″ N, 1° 21′ 42″ E | L11 48                                 |
| Tucaut               | 43° 33′ 35″ N, 1° 21′ 37″ E | L11 48                                 |
| Bourdettes           | 43° 33′ 10″ N, 1° 21′ 19″ E | L11 87                                 |
| Bachecame Petit Jean | 43° 32′ 46″ N, 1° 21′ 03″ E | L11 87                                 |

## Projet de transformation en boulevard urbain et extension
Le projet de voie routière parallèle à celle actuelle, prévu dès le début du projet, revient en 2019, lors du PARM. L'investissement est évalué à 65 millions d'euros. Comme le premier projet routier, le projet est contesté par les locaux qui y voient une voie de contournement entre la rocade Arc-en-Ciel et l'A64.
Des extensions sont également envisagées.